# Bruno Kernen
Bruno Kernen (født 1. juli 1972 i Thun, Schweiz) er en schweizisk alpin skiløber, der har vundet både OL- og VM-medaljer, samt flere World Cup sejre.

## Resultater
Højdepunktet i Kernens karriere er hans verdensmesterskab i styrtløb, som han vandt i 1997 i Sestrières. Han vandt bronze i samme disciplin ved OL i Torino 2006, og står også noteret for tre World Cup sejre.